# Anna Bogdanova
Anna Bogdanova (Rusia, 21 de octubre de 1984) es una atleta rusa especializada en la prueba de heptatlón, en la que consiguió ser medallista de bronce mundial en pista cubierta en 2008.

## Carrera deportiva
En el Campeonato Mundial de Atletismo en Pista Cubierta de 2008 ganó la medalla de bronce en la competición de pentatlón, logrando un total de 4753 puntos, tras la belga Tia Hellebaut (oro con 4867 puntos) y la británica Kelly Sotherton.